# Estação Terminal Aérea
A Estação Terminal Aérea é uma das estações do Metrô da Cidade do México, situada na Cidade do México, entre a Estação Hangares e a Estação Oceanía. Administrada pelo Sistema de Transporte Colectivo, faz parte da Linha 5.
Foi inaugurada em 19 de dezembro de 1981. Localiza-se no Boulevard Puerto Aéreo. Atende os bairros Peñón de los Baños e Moctezuma 2ª sección, situados na demarcação territorial de Venustiano Carranza. A estação registrou um movimento de 6.117.190 passageiros em 2016.